# Raymond Argentin
Pour les articles homonymes, voir Argentin.
René Raymond Argentin, né le 15 octobre 1924 à Champigny-sur-Marne et mort le 14 octobre 2022 à Pontault-Combault, est un  céiste de course en ligne français. Quatrième de l'épreuve de C-1 10 000 mètres aux Jeux olympiques d'été de 1948 à Londres, il est aussi champion de France de canoë-kayak en 1948 et 1949.

## Biographie
Raymond Argentin est né à Champigny-sur-Marne, le 15 octobre 1924,. Il commence à faire du canoë en 1942 et acquiert rapidement des compétences dans ce sport. Son passage au sein de l'équipe nationale de canoë ne dure que trois ans, de 1948 à 1950. Cependant, il a l'occasion de représenter la France dans l'épreuve de C-1 10 000 mètres aux Jeux olympiques d'été de 1948 à Londres. Après avoir été sélectionné, l'Argentin s'entraîne seul dans la Marne tous les jours sur 10 km. Aux Jeux, il termine quatrième, arrivant un peu plus de deux minutes après le Canadien Norman Lane, médaillé de bronze,. Il termine avec un temps de 1 min 6 s 44.
Il est également sélectionné pour concourir, aux côtés de son ami Robert Boutigny, aux Championnats du monde de 1950 à Copenhague, mais n'y participe pas, déclarant qu'il avait été limogé à la suite de son retour des Jeux de 1948 pour son absentéisme, et avait été réembauché par son employeur à la condition qu'il ne le reproduise plus. Il est sacré champion de France de C-1 1 000 mètres en 1948, ainsi que de C-1 1 000 mètres et 10 000 mètres en 1949.
En 2010, Raymond Argentin pratiqe encore activement le canoë à l'âge de 86 ans. En juin 2017, il déclare qu'il pense que le champion olympique František Čapek aurait dû être disqualifié aux Jeux de 1948 pour avoir utilisé un bateau non approuvé. En janvier 2020, l'Argentin est le plus ancien membre survivant de l'Association des Internationaux Français de Canoë-Kayak (AIFCK)
Il meurt à Pontault-Combault, en Seine-et-Marne, le 14 octobre 2022, la veille de son 98e anniversaire,.